# Dominik Koll
Dominik Koll (* 24. Dezember 1984 in Linz) ist ein österreichischer Schwimmer.

## Werdegang
Koll schwimmt für den Werksverein der voestalpine in Linz, dem SK VOEST Linz.
Der 184 cm große Schwimmprofi bevorzugt die Freistilstrecken über die Kurz- bzw. Mitteldistanzen.
Bei den Schwimmeuropameisterschaften 2006 in Budapest erreichte er über 100 m Freistil mit neuem österreichischen Rekord den 30. Platz, im Finale über 200 m Freistil den 8. Platz und über 400 m Freistil den 18. Platz.
Zwei Jahre später, bei den Schwimmeuropameisterschaften 2008 in Eindhoven erreichte er über 200 m Freistil den 10. Platz, über 400 m Freistil den 16. Platz und sensationell mit der 4 × 200-m-Freistilstaffel (gemeinsam mit Markus Rogan, David Brandl und Dinko Jukić) die Bronzemedaille.
In Melbourne bei den Schwimmweltmeisterschaften 2007 belegte er über 200 m Freistil den 9. und über 400 m Freistil den 16. Platz.
Bei den Kurzbahneuropameisterschaften 2007 in Debrecen erreichte er über 100 m Freistil den 27. Platz, über 200 m Freistil den 10. Platz und über 400 m Freistil den 8. Platz.
Bei den Langbahn-Europameisterschaften in Eindhoven 2008 gewinnt er mit der österreichischen 4 × 200-m-Freistilstaffel Bronze. 2013 outete sich Koll als homosexuell.

## Erfolge
- Teilnahme an den Olympischen Sommerspielen 2004
- 8. Platz (200 m Freistil),
18. Platz (400 m Freistil),
30. Platz (100 m Freistil): Schwimmeuropameisterschaften 2006, Budapest
- 9. Platz (200 m Freistil),
23. Platz (400 m Freistil): Schwimmweltmeisterschaften 2007, Melbourne
- 8. Platz (400 m Freistil),
15. Platz (200 m Freistil),
27. Platz (100 m Freistil): Kurzbahneuropameisterschaften 2007, Debrecen

## Rekorde
| Österreichische Rekorde (5)                         | Österreichische Rekorde (5) | Österreichische Rekorde (5) | Österreichische Rekorde (5) |
| --------------------------------------------------- | --------------------------- | --------------------------- | --------------------------- |
| 100 m Freistil                                      | 00:50,02 min                | 1. März 2009                | Wien                        |
| 200 m Freistil                                      | 01:47,72 min                | 12. August 2008             | Peking                      |
| 4 × 200 m Freistil (mit Brandl, Janistyn und Rogan) | 07:11,45 min                | 12. August 2008             | Peking                      |
| 200 m Freistil (Kurzbahn)                           | 01:46,40 min                | 24. November 2006           | Debrecen                    |
| 400 m Freistil (Kurzbahn)                           | 03:43,21 min                | 13. Dezember 2007           | Debrecen                    |
| (Stand: 1. März 2009)                               |                             |                             |                             |